# 旗头山炮台
旗头山炮台，位于中国广东省潮州市饶平县柘林镇，为饶平县文物保护单位，类型为古遗址，公布时间为1988年10月。
旗头山炮台的历史年代为清代。